# 伊根 (艾奧瓦州)
伊根（英語：Egan）是位於美國愛荷華州阿勒马基縣的一個非建制地區。該地的面積和人口皆未知。